# Guds ord och löften kan aldrig svika
Guds ord och löften kan aldrig svika (även Guds ord och löften ej kunna svika) är en sång från 1924 med text och musik av Johan Holmstrand. Texten och musiken är upphovsrättsligt skyddade till 2029.
Sången har använts som instrumental filmmusik i Ingmar Bergmans film Ansiktet från 1958.

## Publicerad i
- Psalmer och Sånger 1987 som nr 415 under rubriken "Kyrkan och nådemedlen - Ordet".[3]
- Segertoner 1988 som nr 395 under rubriken "Den kristna gemenskapen - Ordet".[2]
- Frälsningsarméns sångbok 1990 som nr 459 under rubriken "Ordet och bönen".
- Sångboken 1998 som nr 36.